# Исчезнувшие населённые пункты Пензенской области
Исчезнувшие населенные пункты Пензенской области — перечень прекративших существование населённых пунктов на территории Пензенской области.
В силу разных причин они были покинуты жителями, или включены в состав других населённых пунктов.
1. Америка — бывший мордовский посёлок Карсаевского сельсовета, Белинский район. Основан в 1920-е годы как одноимённое сельскохозяйственное товарищество. Название — символ передового ведения сельского хозяйства. В 1926 — 83 жителя[1].
2. Алексеевка — деревня, Белинский район. Бывшая деревня Тарховского, затем Пушанинского сельсоветов, в 15 км к юго-востоку от Пушанино. Решением Пензенского облисполкома от 30.9.1969 исключена из списков населенных пунктов связи с выездом всех жителей[1].
3. Александровка — упразднённая деревня в Башмаковском районе. Входила в состав Липовского сельсовета. Ликвидирована в 2001 г[2].
4. Алексеевка — упразднённая в 2009 году деревня Болотниковского сельсовета в Лунинском районе[3]
5. Артамановка — бывший русский посёлок Канищевского сельсовета. Белинский район. В 1926 — 54 жителя.[1]
6. Архипкин — хутор Калдусского сельсовета, в 3 км от села Калдусы. Белинский район. Проживало в 1926 — 6, 1930 — 7 жителей[1].
7. Березенский Лесозавод — посёлок, Иванырсинского сельсовет, Лунинском район.
8. Берёзовка — упразднённая деревня в Башмаковском районе. Входила в состав Кирилловского сельсовета. Ликвидирована в 2001 г[2].
9. Весёлый (Веселый, Весёловка, Весёлый Труд) — упразднённый в 2006 году сельский посёлок Волче-Вражского сельсовета Тамалинского района.[4]
10. Вехов — посёлок, Верхнеполянского сельсовета, в 5 км от него, Белинский район. Решением Пензенского облисполкома от 26.05.1976 года исключен из учётных данных как фактически несуществующий в связи с выездом жителей. Численность населения: в 1930 — 95, 1959 — 35 жителей[1].
11. Вислый — хутор, Яковлевский сельсовет, Бековский район
12. Вичутка — упразднённая в 2009 году деревня Беднодемьяновского сельсовета в Спасском районе[3]
13. Вишневое (Вишневое, Вишенный) — посёлок Поимского сельсовета, Белинский район. Основан как хутор крестьян села Поим в начале 1920-х годов. Прекратил существование между 1989 и 1996 годами в связи с выездом жителей. Численность населения: в 1926 — 15, 1930 — 21, 1959—340, 1979—114, 1989 — 5 жителей[1].
14. Воскресеновка — упразднённая деревня в Башмаковском районе. Входила в состав Подгорнского сельсовета. Ликвидирована в 2006 г[2].
15. Воронцовские Выселки — деревня, Засечнинский сельсовет, Мокшанский район.
16. Давыдовка — упразднённый в 2009 году посёлок Кирилловского сельсовета в Земетчинском районе[3]
17. Заовражный — упразднённый посёлок в Башмаковском районе. Входил в состав Кандиевского сельсовета. Ликвидирован в 1988 г[2].
18. Зиневка — упразднённая в 2009 году деревня Еремеевского сельсовета в Сосновоборском районе[3]
19. Ивановский — посёлок, Кировского сельсовет, Сердобский район
20. Ишимка — деревня, 1-я Верхнешкафтинский сельсовет, Городищенский район.
21. Керенка — упразднённая в 2009 году деревня Керенского сельсовета в Никольском районе[3]
22. Князевка — упразднённая в 2009 году деревня Сорокинского

сельсовета в Нижнеломовском районе
1. Красный Май — упразднённый посёлок в Белинском районе. Располагался на территории современного Лермонтовского сельсовета. Ликвидирован в 1988 г[5].
2. Кичкиней — посёлок, Русско-Ишимский сельсовет, Городищенский район.
3. Кошкарово — село, Лермонтовский сельсовет, Белинский район.
4. Красная Поляна — упразднённое в 2015 году село Рахмановского сельсовета в Вадинском районе.
5. Краснополье — упразднённая в 2009 году деревня Вязовского сельсовета в Сосновоборском районе[3]
6. Крутой — упразднённый в 2009 году посёлок Раевского сельсовета в Земетчинском районе[3]
7. Лесной — посёлок, Серго-Поливановский сельсовет, Вадинский район.
8. Майский — посёлок, Кировского сельсовет, Сердобский район
9. Милашка — упразднённая деревня в Башмаковском районе. Входила в состав Бояровского сельсовета. Ликвидирована в 2001 г[2].
10. Михайловка — деревня, Морсовского сельсовета, Земетчинский район
11. Новокрасивский (Ново-Красивский, Новая Красавка) — упразднённый посёлок в Башмаковском районе. Входил в состав Бояровского сельсовета. Ликвидирован в 2001 г[2].
12. Новый Путь — посёлок, Серго-Поливановского сельсовет, Вадинский район.
13. Петровка — деревня, Березовский сельсовет, Колышлейский район
14. Подгорный — посёлок, Новотолковского сельсовет, Пачелмский район.
15. Покровское — упразднённое село в Башмаковском районе. Входило в состав Подгорнского сельсовета. Ликвидировано в 2009 г[2][3].
16. Потравный — посёлок, Уваровский сельсовет, Иссинском район
17. Починки[6] — упразднённая деревня в Башмаковском районе. Входила в состав Починковского сельсовета. Ликвидирована в 2001 г[2].
18. Росташи — упразднённая деревня в Башмаковском районе. Входила в состав Алексеевского сельсовета. Ликвидирована в 2001 г[2].
19. Рубеж — посёлок, Русско-Ишимского сельсовет, Городищенский район.
20. Садовка — деревня, Яснополянского сельсовет, Кузнецком район
21. Селифонтьевка — упразднённая в 2009 году деревня Михайловского сельсовета в Лунинском районе[3]
22. Соляновка — упразднённая в 2009 году деревня Еремеевского сельсовета в Сосновоборском районе
23. Старая Петровка — деревня, Рахмановский сельсовет, Вадинский район.
24. Топкино — упразднённое село в Башмаковском районе. Входило в состав Сосновского сельсовета. Исключено из учётных данных в 2008 г[7].
25. Ульяновка — упразднённая деревня в Башмаковском районе. Входила в состав Липовского сельсовета. Ликвидирована в 1990 г[2].
26. Чиуш-Каменка — деревню, Татарско-Шелдаисского сельсовета, Спасский район
27. Шугаев — хутор Шипиловского сельсовета, в 7 км к северу от с. Свищевка, Белинский район. Основан в 1890-х гг. П. К. Шугаевым в его имении на водоразделе Атмиса и Большого Чембара. В 1926 — было 6 жителей в одном дворе[1].